# LyngSat
Lyngsat Network é um website criado na Suécia em 1995 por Christian Lyngemark que permite que seus usuários obtenham informações sobre serviços de telecomunicações via satélite. Essa empresa pertence ao Grupo Lyngemark que comanda os websites LyngSat, LyngSat Logo, LyngSat Address, LyngSat Maps, LyngSat Stream, Lyngsat Space, UplinkStation.
Proprietários
- Christian Lyngemark

## Lyngsat
O website Lyngsat é voltado para telecomunicações que contém um banco de dados com listagem de diversos satélites com uma tabela e/ou freqüência de canais de televisão.

## Lyngsat Logo
Lyngsat Logo é um website com uma listagem de logotipos de empresas de telecomunicações.

## Lyngsat Address
Em Lyngsat Address o usuário obtém endereços de sedes, sub-sede e afiliadas de empresas de TV.

## Lyngsat Maps
Em Lyngsat Maps encontra-se mapas com área de cobertura de satélites de TV.